# Bordeauxse pap
Bordeauxse pap werd door Millardet ontdekt in 1885. Bordeauxse pap wordt toegepast als fungicide. Het mengsel wordt bereid door het neutraliseren van 2 delen koper(II)sulfaat-met 1 deel gebluste kalk in 100 delen water. De toepassingen van het mengsel in de landbouwsector zijn in de jaren 80 van de 19e eeuw ontdekt door de chemicus Ulysse Gayon en de botanicus Pierre-Marie-Alexis Millardet. Daarnaast werd het mengsel ook gebruikt om fosforbranden te blussen. Het vaste mengsel (waar dan toch nog wel wat water in zit) bevat ongeveer 20 massa% koper.
De Bordeauxse pap werd oorspronkelijk ingezet door wijnboeren die hun druiven met blauwe vitriool behandelden om de druiven minder aantrekkelijk te maken voor dieven. De bescherming die de wijnstok vervolgens tegen meeldauw kreeg is een blijvende toepassing van de stof. De stof bleek vervolgens ook werkzaam te zijn tegen andere schimmelinfecties (roest) en tegen een aantal bacteriële infecties van de wijnstok.
Bordeauxse pap wordt ook op fruitbomen toegepast (abrikoos, appel, perzik, pruim) voordat de bomen bloeien of na de vruchtzetting. Daarnaast is ook het gebruik bij aardappel, tomaat, wijnstok en aardbeien beschreven.
Afhankelijk van het klimaat wordt ongeveer eens in de 15 dagen een bespuiting uitgevoerd. De behandeling is alleen preventief.

## Giftigheid
Bordeauxse pap is beslist niet een van de minst giftige fungicides. Koper is als zwaar metaal potentieel schadelijk voor de gezondheid, maar het wordt nog steeds gebruikt in wijngaarden. De hoeveelheid koper die mag worden gesproeid in wijngaarden en de maximale hoeveelheid koper in de bodem is in Frankrijk aan wettelijke grenzen gebonden.
Het regelmatig toepassen van het middel in wijngaarden leidt tot accumulatie van koper in de bodem. Via uitloging wordt koper nauwelijks uit de bodem verwijderd. Sommige studies wijzen zelfs op een niveau van meer dan 200 mg/kg, terwijl het natuurlijke niveau tussen de 2 en de 60 mg mg/kg ligt. Deze hoge concentraties koper zijn toxisch voor micro-organismen en zelfs ook voor de wijnstokken. Toepassen tussen het moment van bloem- en vruchtzetting leidt tot vruchtval. De aanwezigheid van een grotere hoeveelheid koper in de most is giftig voor de gist die verantwoordelijke is voor de alcoholvorming. Op Sauvignon blanc heeft de aanwezigheid van koper effect op het bouquet door zijn interactie met precursors van de geurstoffen. Recentelijk is ook voor rosé deze veronderstelling geuit toen daarin als een van de geurstoffen 3-mercaptohexanol werd aangetoond (koper wordt aan het zwavel-atoom gebonden).

## Wetgeving
In de biologische landbouw is, onder voorwaarden (in Frankrijk), de toepassing van Bordeauxse pap toegestaan: tot 31 december 2005 mag 8 kg koper per hectare per jaar, vanaf januari 2006 geldt een grens van 6 kg koper per hectare per jaar. In uitzonderingsgevallen, en met ontheffing, tot 54 kg per hectare.

## Chemie
Bij de vorming van Bordeauxse pap uit een oplossing van koper(II)sulfaat en gebluste kalk of calciumhydroxide treden meerdere reacties op. In de basische omgeving van de gebluste kalk slaat koper(II)hydroxide neer, terwijl ook het calcium met het aanwezige sulfaat neerslaat onder vorming van calciumsulfaat of gips:
Cu2+ + 2 OH− → Cu(OH)2
Ca2+ + SO42− → CaSO4.1/2H2O
Beide reactieproducten zijn slecht in water oplosbaar en vormen in eerste instantie een dikke, pappige massa.